# أندريس سارمينتو
أندريس سارمينتو (بالإسبانية: Andrés de Jesús Sarmiento) هو لاعب كرة قدم كولومبي في مركز الهجوم، ولد في 15 يناير 1998 في لورواكو في كولومبيا. لعب مع أتلتيكو ناسيونال.

## وصلات خارجية
- أندريس سارمينتو على موقع قاعدة بيانات كرة القدم.إي يو (الإنجليزية)
- أندريس سارمينتو على موقع Soccerway.com (الإنجليزية)
- أندريس سارمينتو على موقع AS.com (الإسبانية)